# Ordine di Santa Maria di Valle Josaphat
L'Ordine di Santa Maria di Valle Josaphat è stato un ordine religioso cattolico nato in Palestina, al tempo delle Crociate, con lo scopo di curare gli ammalati ed accogliere e proteggere i pellegrini che si recavano in Terra Santa. Composto da monaci di origine benedettina, ebbe finalità prevalentemente assistenziali, anche se risultano ancora non del tutto chiarite possibili annessioni di compagini di natura cavalleresca.
L'ordine deve il nome al luogo nel quale, secondo la tradizione cristiana, si trovava la tomba della Vergine Maria, la valle di Giosafat, posta tra Gerusalemme e il Monte degli Ulivi. In questo luogo, fin dai tempi antichi, si trovavano una chiesa e un monastero. La prima venne distrutta intorno al 1010 dal califfo Al-Hakim ma fu poi riedificata da Goffredo di Buglione, che provvide all'insediamento di alcuni religiosi giunti al suo seguito.
Sulla ricostruzione della chiesa di N. D. de Josaphat, si ha notizia di una donazione effettuata nel 1112 da parte di Arnolfo di Rohes, patriarca di Gerusalemme. Tre anni dopo, re Baldovino I riconobbe i possedimenti a Ugo, primo abate dell'ordine.
Il secondo abate, Gildone, è citato nella Historia di Guglielmo di Tiro, in cui è narrato che egli intervenne al Concilio di Nablus del 1120 insieme alle più importanti personalità del Regno di Gerusalemme.
In quello stesso anno, Baldovino II confermò i possedimenti dell'abbazia di Valle Josaphat e nel 1123 arrivò un analogo riconoscimento dal patriarca Gormond.
Gildone compare anche, come testimone, tra i sottoscrittori degli atti riguardanti alcuni privilegi concessi ai veneziani nel 1123 e, ancora, nel 1125. In questa seconda occasione figura anche Hugues de Payns, primo maestro templare.
La grande quantità di documenti giunti fino ai nostri giorni dà la misura di come questo ordine fosse importante e considerato da sovrani e nobili, che lo gratificarono con donazioni e privilegi ratificati anche in diversi provvedimenti pontifici.
Grazie a una bolla emessa da Innocenzo II il 18 maggio 1140, sappiamo che l'ordine possedeva, a quella data, trenta chiese, un casale e diverse proprietà.
In analoghi documenti sono riportate le conferme di tutti i beni e privilegi di Valle Josaphat: da quello del 31 marzo del 1151 di papa Eugenio III, sotto l'abbaziato di Guido, ai successivi ad opera dei papi Anastasio IV, Adriano IV e Alessandro IV, che con bolla del 30 gennaio 1255 riaffermò i benefici accordati all'ordine dai suoi predecessori.
Queste elargizioni riguardavano l'Oltremare come le filiali d'Occidente, tutte situate nell'Italia meridionale, dove risiedevano i signori normanni, assidui benefattori dell'ordine sin dai primi anni del XII secolo.
I normanni, cacciati gli arabi dal meridione, avevano come principale obiettivo della propria strategia politica la diffusione del culto latino, che passava attraverso l'istituzione di abbazie, prima benedettine, poi cistercensi, con la conseguente emarginazione dei centri monastici basiliani di rito greco, di chiara influenza bizantina.
L'Ordine di Santa Maria di Valle Josaphat ebbe possedimenti anche al di fuori di Gerusalemme (luogo di sepoltura, tra l'altro, della regina Melisenda) e della Terra Santa, e in particolare in Puglia, Sicilia e soprattutto Calabria.
Le donazioni riguardanti Sicilia e Calabria ottennero una prima sanzione papale già da parte di Pasquale II, con bolla del 3 gennaio 1113.
In Puglia c'è testimonianza di una chiesa sita nei pressi dell'attuale San Marco la Catola (poi anche sede di un convento di Cappuccini); in Sicilia, si ricordano la rinomata "Gancia" di Paternò e quella che, una volta persa la Terra Santa, divenne la sede centrale a Messina; in Calabria, figurano invece il possedimento di San Mauro di Corigliano e la popolare "Badia" di Paola, primo insediamento conosciuto in territorio italiano (1110).
Quest'ultimo è ancora oggi visibile, restando di quell'ampio complesso: la chiesa, la torre d'avvistamento, diversi corpi secondari, alcuni contrafforti ed un ampio cortile.
Il monastero fortificato di Paola fu un centro di rilievo nell'economia agricola e commerciale della zona ed ebbe molte dipendenze. A sottolineare la sua importanza vi è l'evento del settembre del 1190, quando vi sostò e pernottò Riccardo I d'Inghilterra "Cuor di Leone", sulla strada per Messina, dove si sarebbe poi imbarcato per la crociata.